# Nuoto agli XI Giochi panamericani
Il nuoto ai Giochi panamericani 1991 ha visto lo svolgimento di 32 gare, 16 maschili e 16 femminili, dal 12 al 18 agosto.

## Medagliere
| #      | Nazione     | Oro | Argento | Bronzo | Totale |
| ------ | ----------- | --- | ------- | ------ | ------ |
| 1      | Stati Uniti | 24  | 14      | 11     | 49     |
| 2      | Brasile     | 3   | 3       | 3      | 9      |
| 3      | Canada      | 2   | 8       | 9      | 19     |
| 4      | Cuba        | 1   | 1       | 3      | 5      |
| 5      | Suriname    | 1   | 1       | 0      | 2      |
| 6      | Costa Rica  | 1   | 0       | 0      | 1      |
| 7      | Porto Rico  | 0   | 5       | 3      | 8      |
| 8      | Porto Rico  | 0   | 0       | 3      | 3      |
| Totale | Totale      | 32  | 32      | 32     | 96     |

## Podi

### Uomini
| Evento               | Oro                                                                             | Prest.   | Argento                                                                   | Prest.   | Bronzo                                                                            | Prest.   |
| Stile libero         |                                                                                 |          |                                                                           |          |                                                                                   |          |
| 50 m                 | Todd Pace                                                                       | 22”60    | Adam Schmitt                                                              | 22”61    | Gustavo Borges                                                                    | 22”82    |
| 100 m                | Gustavo Borges                                                                  | 49”48    | Joel Thomas                                                               | 50”55    | Rodrigo González                                                                  | 51”25    |
| 200 m                | Eric Diehl                                                                      | 1'49”67  | Gustavo Borges                                                            | 1'49”74  | René Sáez                                                                         | 1'52”14  |
| 400 m                | Sean Killion                                                                    | 3'50”38  | José Herrera                                                              | 3'54”91  | Eric Diehl                                                                        | 3'58”06  |
| 1500 m               | Alex Kostich                                                                    | 15'21”36 | José Herrera                                                              | 15'33”61 | Pedro Carrío                                                                      | 15'39”73 |
| Dorso                |                                                                                 |          |                                                                           |          |                                                                                   |          |
| 100 m                | Andy Gill                                                                       | 55”79    | Rodolfo Falcón                                                            | 56”12    | Bobby Brewer                                                                      | 56”39    |
| 200 m                | Rogério Romero                                                                  | 2'01”07  | Dan Veatch                                                                | 2'01”14  | Manuel Guzmán                                                                     | 2'01”68  |
| Rana                 |                                                                                 |          |                                                                           |          |                                                                                   |          |
| 100 m                | Hans Dersch                                                                     | 1'02”57  | Todd Torres                                                               | 1'02”83  | Jeff Commings                                                                     | 1'03”02  |
| 200 m                | Mario Gonzáles                                                                  | 2'15”50  | Nelson Diebel                                                             | 2'16”08  | Tyler Mayfield                                                                    | 2'17”49  |
| Farfalla             |                                                                                 |          |                                                                           |          |                                                                                   |          |
| 100 m                | Anthony Nesty                                                                   |          | Mike Merrell                                                              |          | Eduardo Piccinini                                                                 |          |
| 200 m                | Mark Dean                                                                       |          | Anthony Nesty                                                             |          | Bart Pippenger                                                                    |          |
| Misti                |                                                                                 |          |                                                                           |          |                                                                                   |          |
| 200 m                | Ron Karnaugh                                                                    |          | Manuel Guzmán                                                             |          | Ray Looze                                                                         |          |
| 400 m                | Alex Kostich                                                                    |          | Jody Braden                                                               |          | Jasen Pratt                                                                       |          |
| Staffette            |                                                                                 |          |                                                                           |          |                                                                                   |          |
| 4x100 m stile libero | Brasile Teófilo Ferreira Emmanuel Nascimento Julio César Rebolal Gustavo Borges | 3'23”28  | Canada ---                                                                | 3'25”39  | Porto Rico David Monasterio Emmanuel Jorge Herrera Manuel Guzmán Ricardo Busquets | 3'27”17  |
| 4x200 m stile libero | Stati Uniti John Keppeler Jim Wells Clay Tippins Eric Diehl                     | 7'23”39  | Brasile Teófilo Ferreira Emmanuel Nascimento Cassiano Leal Gustavo Borges | 7'28”83  | Porto Rico David Monasterio Jorge Herrera Manuel Guzmán Ricardo Busquets          | 7'29”96  |

### Donne
| Evento               | Oro                                                                     | Prest. | Argento                                                          | Prest. | Bronzo                                                                          | Prest. |
| Stile libero         |                                                                         |        |                                                                  |        |                                                                                 |        |
| 50 m                 | Kristin Topham                                                          |        | Heather Hageman                                                  |        | Allison Bock                                                                    |        |
| 100 m                | Ashley Tappin                                                           |        | Megan Oesting                                                    |        | Kristin Topham                                                                  |        |
| 200 m                | Lisa Jacob                                                              |        | Barbara Metz                                                     |        | Kim Paton                                                                       |        |
| 400 m                | Jane Skillman                                                           |        | Barbara Metz                                                     |        | Tara-Lynn Seymour                                                               |        |
| 800 m                | Jane Skillman                                                           |        | Lisa Jacob                                                       |        | Tara-Lynn Seymour                                                               |        |
| Dorso                |                                                                         |        |                                                                  |        |                                                                                 |        |
| 100 m                | Sylvia Poll                                                             |        | Nikki Dryden                                                     |        | Jodi Wilson                                                                     |        |
| 200 m                | Diana Trimble                                                           |        | Nikki Dryden                                                     |        | Joanne Malar                                                                    |        |
| Rana                 |                                                                         |        |                                                                  |        |                                                                                 |        |
| 100 m                | Dorsey Tierney                                                          |        | Lydia Morrow                                                     |        | Lisa Flood                                                                      |        |
| 200 m                | Dorsey Tierney                                                          |        | Chantal Dubois                                                   |        | Lisa Flood                                                                      |        |
| Farfalla             |                                                                         |        |                                                                  |        |                                                                                 |        |
| 100 m                | Kristin Topham                                                          |        | Angie Wester-Krieg                                               |        | Suzy Buckovich                                                                  |        |
| 200 m                | Susan Gottlieb                                                          |        | Angie Wester-Krieg                                               |        | Elizabeth Hazel                                                                 |        |
| Misti                |                                                                         |        |                                                                  |        |                                                                                 |        |
| 200 m                | Lisa Summers                                                            |        | Joanne Malar                                                     |        | Jennifer Toton                                                                  |        |
| 400 m                | Amy Shaw                                                                |        | Joanne Malar                                                     |        | Brandy Wood                                                                     |        |
| Staffette            |                                                                         |        |                                                                  |        |                                                                                 |        |
| 4x100 m stile libero | Stati Uniti Megan Oesting Suzy Buckovich Lisa Jacob Ashley Tappin       |        | Canada ---                                                       |        | Brasile Isabelle Marques Paula Marsiglia Paula Renata Aguiar Paoletti Filippini |        |
| 4x200 m stile libero | Stati Uniti Natalie Norberg Barbara Metz Jane Skillman Lisa Jacob       |        | Canada ---                                                       |        | Messico ---                                                                     |        |
| 4x100 m misti        | Stati Uniti Jodi Wilson Dorsey Tierney Angie Wester-Krieg Ashley Tappin |        | Brasile Ana Azevedo Glicia Lofego Paoletti Filippini Celina Endo |        | Messico ---                                                                     |        |